# Gary Trevisiol
Gary Trevisiol (nascido em 11 de novembro de 1959) é um ex-ciclista canadense. Ele representou o Canadá nos Jogos Olímpicos de Verão de 1984, em Los Angeles.